# Ackord (arbete)
Ackord är ersättning eller lön till anställd i relation till hur mycket arbete som har utförts. Prestationslön. Denna kan utgå från den enskilde arbetarens prestation eller ett arbetslag.